# Lịch sử hành chính Quảng Ninh
Quảng Ninh là một tỉnh thuộc vùng đồng bằng sông Hồng, miền Bắc Việt Nam. Phía bắc giáp khu tự trị dân tộc Tráng Quảng Tây của Trung Quốc, phía nam giáp thành phố Hải Phòng, phía đông giáp Vịnh Bắc Bộ, phía tây giáp tỉnh Lạng Sơn và tỉnh Bắc Ninh. Lịch sử hành chính tỉnh Quảng Ninh có thể được xem bắt đầu từ cuộc cải cách hành chính của Minh Mạng năm 1831-1832. Theo đó, từ năm 1831, trấn Quảng Yên được đặt thành tỉnh Quảng Yên, tên riêng là tỉnh Hải Đông, lãnh 1 phủ (Hải Đông), 3 huyện (Hoành Bồ, Yên Quảng, Hoa Phong) và 3 châu (Vạn Ninh, Tiên Yên, Vân Đồn). Vào thời điểm hiện nay (năm 2025), tỉnh Quảng Ninh có 54 đơn vị hành chính cấp xã, gồm 22 xã, 30 phường và 02 đặc khu.

## Thời cổ đại

### Vùng ngoại châu đất Việt
Theo sách Đại Nam nhất thống chí, vùng đất Quảng Ninh ngày nay, thời Hùng vương, vốn thuộc bộ Ninh Hải.

## Thời trung đại

### ThờiNhà Ngô-Nhà Đinh-Nhà Tiền Lê
Thời Đinh, Tiền Lê, vùng này thuộc trấn Triều Dương. Thời bấy giờ, quyền cai trị của triều đình Đại Cồ Việt với vùng đất này vẫn còn rất lỏng lẻo, chủ yếu vẫn nằm dưới sự cai trị của các thổ hào địa phương. 

### ThờiNhà Lý
Mãi đến năm Thuận Thiên thứ 14 (1023), sau khi dẹp yên cuộc nổi dậy của người Đại Nguyên Lịch (tên một dân tộc thiểu số ở vùng biển Việt Trung), Lý Thái Tổ mới đổi đặt trấn Triều Dương thành châu Vĩnh Yên (còn gọi là Vĩnh An), xác định biên giới đông bắc của Đại Cồ Việt. Không lâu sau, cả vùng Ninh Hải - Lục Châu cũ được đặt thành phủ Hải Đông, chính thức hình thành cơ cấu quản lý hành chính đầu tiên của vùng đất này.
Sau đó, để tăng cường kiểm soát vùng quan ải Bạch Đằng, một trong những cửa ngõ yết hầu vùng biển Đông Bắc Đại Việt, tháng 10 năm 1147, vua Lý Anh Tông đã cho “dựng hành dinh ở trại Yên Hưng”. Theo nhà sử học Nguyễn Quang Ngọc, "...trại Yên Hưng tuy không lớn như một đơn vị hành chính ngang với cấp phủ, lộ, nhưng cũng không phải là đơn vị hành chính cấp cơ sở, mà chỉ là tập hợp một số các đơn vị cư trú cả dân sự và quân sự ở khu vực tương đương với các xã Yên Hưng, Quỳnh Lâu tổng Hà Bắc trước đây...". Tuy nhiên, các nhà nghiên cứu đều thống nhất đây là một vị trí chiến lược quan trọng trong việc xây dựng và bảo vệ các vùng biển đảo, một trọng địa trấn giữ biển đảo, che chắn cho Kinh đô Thăng Long, giữ vai trò quan trọng trong các kế hoạch chặn đứng và đánh tan các đạo quân xâm lược tại vùng cửa ngõ yết hầu của đất nước, dù đang kéo quân từ biển vào đất liền hay đang trên đường rút ra biển.
Năm Đại Định thứ 10 (1149), vua Lý Anh Tông cho phép lập trang Vân Đồn để "thuyền buôn các nước Trảo Oa, Java, Xiêm La vào Hải Đông xin cư trú buôn bán để mua bán hàng hóa quý, dâng tiến sản vật địa phương". Vua cũng đã liên tiếp đi tuần các hải đảo ở địa giới các phiên bang Nam Bắc "xem hình thế núi sông, muốn biết dân tình đau khổ và đường đi xa gần thế nào... vẽ bản đồ và ghi chép phong vật".

### ThờiNhà Trần
Năm Thiên Ứng Chính Bình thứ 11 (1242), vua Trần Thái Tông đặt châu Vĩnh Yên thành lộ Hải Đông. Năm Thiệu Phong thứ 5 (1345), vua Trần Dụ Tông đặt trấn Vân Đồn.

### ThờiNhà Hồ
Thời nhà Hồ, lộ Hải Đông đổi lại thành châu An Bang.

### Thời thuộcNhà Minh
Khi nhà Minh lược Đại Việt, đổi lại thành châu Tĩnh An.

### Thời NhàHậu Lê- giai đoạnLê sơ
Khi Lê Thái Tổ giành được độc lập lại đổi thành An Bang. Thời kỳ này xảy ra sự việc thổ hào địa phương là Hoàng Kim Quảng đem đất 4 động Tư Lẫm, La Phù, Cổ Sâm và Ca Cát vốn thuộc nhà Minh quy thuận Đại Việt, được Lê Thái Tổ phong chức.
Năm Quang Thuận thứ 10 (1469), vua Lê Thánh Tông cải cách hành chính cả nước, đặt châu An Bang thành thừa tuyên An Bang thuộc Đông đạo, lãnh 1 phủ, 3 huyện và 3 châu. Sách Thiên Nam dư hạ tập chép: "Thừa tuyên Yên (An) Bang lãnh 1 phủ 7 châu huyện là phủ Hải Đông, 3 huyện Hoành Bồ, Yên Hưng, Chi Phong, 4 châu Tân Thừa, Vạn Ninh, Vân Đồn, Tĩnh Yên". Bản đồ Hồng Đức năm thứ 21 (1490) gọi chung là xứ An Bang.

### ThờiNhà Mạc
Năm 1540, vua Mạc Thái Tổ đem đất 4 động Tư Lãm trước kia trả về lại cho nhà Minh. Từ đó chính thức vạch cương giới giữa Đại Việt và Minh triều.

### Thời NhàHậu Lê- giai đoạnLê trung hưng
Sau khi nhà Lê trung hưng, thời vua Lê Anh Tông, vì kỵ húy, nên xứ Yên Bang đổi thành xứ Yên Quảng

### Thời NhàTây Sơn
Khi nhà Tây Sơn kiểm soát đất Bắc Hà, đã đem phủ Kinh Môn của trấn Hải Dương lệ thuộc vào xứ Yên Quảng.

### ThờiNhà Nguyễn
Khi Gia Long nhất thống đất nước, năm 1802, đã đem trả phủ Kinh Môn lại về trấn Hải Dương, lấy phủ Hải Đông đặt lại thành trấn Yên Quảng, đặt chức Trấn thủ, Hiệp trấn, Tham hiệp. Năm Minh Mạng thứ 3 (1822), đổi tên trấn Yên Quảng thành trấn Quảng Yên.
Năm 1831, trấn Quảng Yên được đổi thành tỉnh Quảng Yên, lãnh 1 phủ (Hải Đông), 3 huyện (Hoành Bồ, Yên Quảng, Hoa Phong) và 3 châu (Vạn Ninh, Tiên Yên, Vân Đồn).
Năm 1836, tách huyện Hoành Bồ và châu Tiên Yên để lập phủ Sơn Định. Châu Vân Đồn hạ xuống thành tổng Vân Hải thuộc huyện Hoa Phong. Phủ Hải Đông đổi thành phủ Hải Ninh.
Thời Tự Đức, châu Tiên Yên đổi thuộc phủ Hải Ninh. Các huyện Hoành Bồ, Nghêu Phong và Yên Hưng chuyển thuộc phủ Sơn Định.

## Thời Pháp thuộc và Nhật thuộc
Thời Thành Thái, phủ Hải Ninh nâng thành tỉnh. Châu Vạn Ninh chia thành châu Móng Cái và châu Hà Cối. Châu Tiên Yên tách thành châu Tiên Yên và Bình Liêu.

## Giai đoạn 1954 - 1975
Năm 1963, 2 tỉnh Quảng Yên, Hải Ninh và đặc khu Hồng Gai được hợp nhất thành một đơn vị hành chính, được Bác Hồ lấy tên là tỉnh Quảng Ninh. Tỉnh Quảng Ninh có 13 đơn vị hành chính gồm 3 thị xã: Hồng Gai, Cẩm Phả, Uông Bí và 11 huyện: Ba Chẽ, Bình Liêu, Cẩm Phả, Đầm Hà, Đình Lập, Đông Triều, Hà Cối, Hoành Bồ, Móng Cái, Tiên Yên, Yên Hưng.
Năm 1965, thành lập thị trấn nông trường Thái Bình thuộc huyện Đình Lập.
Năm 1966, chuyển xã Tân Hải của thị xã Hồng Gai về huyện Cẩm Phả quản lý; chuyển 2 xã Thượng Yên Công và Phương Đông của huyện Yên Hưng về thị xã Uông Bí quản lý.
Năm 1969, hợp nhất huyện Đầm Hà và huyện Hà Cối thành một huyện lấy tên là huyện Quảng Hà.
Năm 1971, chia tách một số xã thuộc huyện Yên Hưng.

## Giai đoạn 1975 - 2025

### ThờiViệt Nam Dân chủ Cộng hòa(1975 - 1976)
- Tính đến ngày 2 tháng 7 năm 1976, tỉnh Quảng Ninh có 13 đơn vị hành chính cấp huyện, bao gồm 3 thị xã: Cẩm Phả, Hồng Gai, Uông Bí và 10 huyện: Ba Chẽ, Bình Liêu, Cẩm Phả, Đình Lập, Đông Triều, Hoành Bồ, Móng Cái, Quảng Hà, Tiên Yên, Yên Hưng.

### Năm 1977: Quyết định số 614-VP18
- Quyết định số 614-VP18[11] ngày 23 tháng 2 năm 1977 của Phủ Thủ tướng về việc thành lập thị trấn Bình Liêu thuộc huyện Bình Liêu; thị trấn Ba Chẽ thuộc huyện Ba Chẽ; thị trấn Đình Lập thuộc huyện Đình Lập, tỉnh Quảng Ninh:
- Huyện Bình Liêu

1. Thành lập thị trấn Bình Liêu thuộc huyện Bình Liêu.

- Huyện Ba Chẽ

1. Thành lập thị trấn Ba Chẽ thuộc huyện Ba Chẽ.

- Huyện Đình Lập

1. Thành lập thị trấn Đình Lập thuộc huyện Đình Lập.

### Năm 1978: Quốc hội khóa VI, Kỳ họp thứ 4
- Nghị quyết ngày 29 tháng 12 năm 1978 của Quốc hội khóa VI, Kỳ họp thứ 4[12] phê chuẩn việc phân vạch lại địa giới thành phố Hà Nội, thành phố Hồ Chí Minh, các tỉnh Hà Sơn Bình, Vĩnh Phú, Cao Lạng, Bắc Thái, Quảng Ninh và Đồng Nai:
- Tỉnh Quảng Ninh, tỉnh Lạng Sơn

1. Sáp nhập huyện Đình Lập của tỉnh Quảng NInh vào tỉnh Lạng Sơn.

### Năm 1979: Quyết định số 17-CP
- Quyết định số 17-CP[13] ngày 16 tháng 1 năm 1979 của Hội đồng Chính phủ về việc phân vạch địa giới hành chính một số xã, thị trấn và đổi tên một số xã và thị trấn thuộc tỉnh Quảng Ninh:
- Huyện Hoành Bồ, thị xã Hồng Gai

1. Tách thôn Tiêu Dao, thôn Yên Tiêm, (của xã Việt Hưng), huyện Hoành Bồ và tiểu khu Giếng Đáy (của thị trấn Bãi Cháy), thị xã Hồng Gai để lập thành một thị trấn mới lấy tên là thị trấn Giếng Đáy trực thuộc thị xã Hồng Gai.

- Huyện Móng Cái

1. Hợp nhất các xã Pò Hèn, Thán Phún, Lục Phủ và Tràng Vinh thuộc huyện Móng Cái thành một thị trấn mới lấy tên là thị trấn nông trường Hải Sơn.
2. Hợp nhất các xã Xuân Hòa, Xuân Hải và Lục Lầm thành một thị trấn mới lấy tên là thị trấn nông trường Hải Hòa.
3. Hợp nhất các xã Xuân Lan, Xuân Ninh và Vạn Xuân thuộc huyện Móng Cái thành một xã lấy tên là xã Hải Xuân.

- Huyện Cẩm Phả

1. Giải thể xã Văn Châu thuộc huyện Cẩm Phả và chuyển đất đai và dân cư của xã này về xã Cộng Hòa cùng huyện quản lý.

- Huyện Hoành Bồ, huyện Cẩm Phả, thị xã Cẩm Phả

1. Sáp nhập xã Dương Huy của huyện Hoành Bồ và xã Cộng Hòa của huyện Cẩm Phả vào thị xã Cẩm Phả.

- Huyện Móng Cái

1. Xã Dân Tiến đổi tên là xã Hải Tiến.
2. Xã Quất Động đổi tên là xã Hải Đông.
3. Xã Đoan Tinh đổi tên là xã Hải Yên.
4. Thị trấn Móng Cái đổi tên là thị trấn Hải Ninh.

- Huyện Quảng Hà

1. Thị trấn Hà Cối đổi tên là thị trấn Quảng Hà.
2. Xã Hà Cối Nam đổi tên là xã Quảng Trung.
3. Xã Đại Điền Nùng đổi tên là xã Quảng Long.
4. Xã Đại Điền Nam đổi tên là xã Quảng Điền.
5. Xã Đại Lại đổi tên là xã Quảng Phong.
6. Xã Hà Cối Nùng đổi tên là xã Quảng Chính.
7. Xã Mã Tế Nùng đổi tên là xã Quảng Minh.
8. Xã Mã Tế Nam đổi tên là xã Quảng Thành.
9. Xã Lập Mã đổi tên là xã Quảng Thắng.
10. Xã Quất Đoài đổi tên là xã Quảng Nghĩa.
11. Xã Mộc Bài đổi tên là xã Quảng Tân.
12. Xã Nà Pá đổi tên là xã Quảng An.
13. Xã Thanh Y đổi tên là xã Quảng Lâm.
14. Xã Đầm Hà Động đổi tên là xã Quảng Lợi.
15. Xã Lăng Khê đổi tên là xã Quảng Thịnh.
16. Xã Chúc Bài Sơn đổi tên là xã Quảng Sơn.
17. Xã Tấn Mài đổi tên là xã Quảng Đức.

### Năm 1979: Quyết định số 22-CP
- Quyết định số 22-CP[14] ngày 18 tháng 1 năm 1979 của Hội đồng Chính phủ về việc đổi tên huyện Móng Cái, tỉnh Quảng Ninh thành huyện Hải Ninh:
- Huyện Móng Cái, huyện Hải Ninh

1. Đổi tên huyện Móng Cái, tỉnh Quảng Ninh thành huyện Hải Ninh thuộc tỉnh Quảng Ninh.

### Năm 1981: Quyết định số 3-CP
- Quyết định số 3-CP[15] ngày 3 tháng 1 năm 1981 của Hội đồng Chính phủ về việc thống nhất tên gọi các đơn vị hành chính ở nội thành nội thị:

1. Từ nay ở nội thành, đơn vị hành chính cấp dưới trực tiếp của thành phố trực thuộc trung ương đều thống nhất gọi là quận; các đơn vị hành chính cơ sở ở nội thành, nội thị của các thành phố thuộc tỉnh, thị xã và quận gọi là phường.

### Năm 1981: Quyết định số 63-HĐBT
- Quyết định số 63-HĐBT[16] ngày 10 tháng 9 năm 1981 của Hội đồng Bộ trưởng về việc phân vạch một số xã, phường và thị trấn thuộc tỉnh Quảng Ninh:

- Thị xã Hồng Gai

1. Giải thể thị trấn Hà Tu để thành lập hai phường lấy tên là phường Hà Tu và phường Hà Phong.
2. Giải thể thị trấn Hà Lầm để thành lập ba phường lấy tên là phường Hà Lầm, phường Hà Trung và phường Hà Khánh.
3. Giải thể thị trấn Cọc 5 để thành lập hai phường lấy tên là phường Hồng Hà và phường Hồng Hải.
4. Giải thể thị trấn Cao Thắng để thành lập hai phường lấy tên là phường Cao Thắng và phường Cao Xanh.
5. Giải thể thị trấn Giếng Đáy để thành lập hai phường lấy tên là phường Giếng Đáy và phường Hà Khẩu.
6. Giải thể thị trấn Bãi Cháy để thành lập phường Bãi Cháy.
7. Thị xã Hồng Gai gồm 16 phường Bạch Đằng, Hạ Long, Trần Hưng Đạo, Yết Kiêu, Hà Phong, Hà Tu, Hà Trung, Hà Lầm, Hà Khánh, Hồng Hà, Hồng Hải, Cao Thắng, Cao Xanh, Giếng Đáy, Hà Khẩu, Bãi Cháy và ba xã Thành Công, Hùng Thắng, Tuần Châu.

- Thị xã Cẩm Phả

1. Giải thể thị trấn Mông Dương để thành lập phường Mông Dương và xã Cẩm Hải.
2. Giải thể thị trấn Cửa Ông để thành lập phường Cửa Ông (trừ phần đất của phân khu 6 cắt cho xã Thái Bình).
3. Giải thể thị trấn Cọc 6 và xã Thái Bình để thành lập hai phường lấy tên là phường Cẩm Phú và phường Cẩm Thịnh.
4. Thị xã Cẩm Phả gồm 11 phường Mông Dương, Cửa Ông, Cẩm Phú, Cẩm Thịnh, Cẩm Sơn, Cẩm Đông, Cẩm Tây, Cẩm Thành, Cẩm Trung, Cẩm Thủy, Cẩm Thạch và năm xã Quang Hanh, Dương Huy, Cẩm Bình, Cộng Hòa, Cẩm Hải.

- Thị xã Uông Bí

1. Giải thể thị trấn Vàng Danh để thành lập phường Vàng Danh.
2. Giải thể xã Đồng Tiến để sáp nhập vào phường Bắc Sơn và phường Quang Trung.
3. Thị xã Uông Bí gồm năm phường Bắc Sơn, Thanh Sơn, Trưng Vương, Quang Trung, Vàng Danh và bốn xã Phương Đông, Phương Nam, Nam Khê và Thượng Yên Công.

- Huyện Cẩm Phả

1. Thành lập một thị trấn mới lấy tên là thị trấn Cái Rồng.
2. Giải thể xã Tân Hải để sáp nhập vào xã Ngọc Vừng cùng huyện.
3. Giải thể xã Thạch Hà để sáp nhập vào các xã Đông Xá, Hạ Long và thị trấn Cái Rồng cùng huyện.

- Huyện Quảng Hà

1. Giải thể xã Tân Lập để sáp nhập vào xã Đầm Hà và xã Đại Bình cùng huyện.
2. Giải thể thị trấn Đầm Hà để sáp nhập vào xã Đầm Hà cùng huyện.

- Huyện Quảng Hà, huyện Hải Ninh

1. Sáp nhập xã Quảng Nghĩa của huyện Quảng Hà vào huyện Hải Ninh cùng tỉnh.

### Năm 1983: Quyết định số 77-HĐBT
- Quyết định số 77-HĐBT[17] ngày 15 tháng 7 năm 1983 của Hội đồng Bộ trưởng về việc chia xã Đồng Quặng thành hai xã lấy tên là xã Đồng Lâm và xã Đồng Sơn thuộc huyện Hoành Bồ, tỉnh Quảng Ninh:
- Huyện Hoành Bồ

1. Chia xã Đồng Quặng thành hai xã lấy tên là xã Đồng Lâm và xã Đồng Sơn thuộc huyện Hoành Bồ, tỉnh Quảng Ninh.

### Năm 1984: Quyết định số 37-HĐBT
- Quyết định số 37-HĐBT[18] ngày 6 tháng 3 năm 1984 của Hội đồng Bộ trưởng về việc phân vạch địa giới một số xã thuộc tỉnh Quảng Ninh:
- Huyện Yên Hưng

1. Chia xã Đông Mai thành 2 xã lấy tên là xã Đông Mai, xã Sông Khoai.

- Huyện Ba Chẽ

1. Chia xã Thanh Lâm thành 2 xã lấy tên là xã Thanh Lâm, xã Thanh Sơn.

### Năm 1986: Quyết định số 62-HĐBT
- Quyết định số 62-HĐBT[19] ngày 17 tháng 5 năm 1986 của Hội đồng Bộ trưởng về việc điều chỉnh địa giới hành chính xã Phạm Hồng Thái thuộc huyện Đông Triều thuộc tỉnh Quảng Ninh:
- Huyện Đông Triều

1. Chia xã Phạm Hồng Thái thành hai xã lấy tên là xã Hồng Thái Đông và xã Hồng Thái Tây.

### Năm 1988: Quyết định số 62-HĐBT
- Quyết định số 62-HĐBT[20] ngày 16 tháng 4 năm 1988 của Hội đồng Bộ trưởng về việc phân chia địa giới hành chính một số xã của huyện Cẩm Phả tỉnh Quảng Ninh:
- Huyện Cẩm Phả

1. Hợp nhất 2 xã Vạn Yên và xã Vạn Hoa của huyện Cẩm Phả thuộc tỉnh Quảng Ninh thành một xã lấy tên là xã Vạn Yên.

### Năm 1991: Quyết định số 284/TCCP
- Quyết định số 284/TCCP[21] ngày 28 tháng 5 năm 1991 của Ban Tổ chức – Cán bộ Chính phủ về việc đổi thị trấn và thành lập thị trấn mới thuộc hai huyện Hải Ninh, Quảng Hà, tỉnh Quảng Ninh:
- Huyện Hải Ninh

1. Đổi tên thị trấn Hải Ninh (thị trấn huyện lỵ huyện Hải Ninh) thành thị trấn Móng Cái.

- Huyện Quảng Hà

1. Tách 100 ha diện tích tự nhiên và 3528 nhân khẩu của xã Đầm Hà thuộc huyện Quảng Hà để thành lập thị trấn Đầm Hà.

### Năm 1993: Nghị định số 102-CP
- Nghị định số 102-CP[22] ngày 27 tháng 12 năm 1993 của Chính phủ về việc thành lập thành phố Hạ Long thuộc tỉnh Quảng Ninh:
- Thị xã Hồng Gai, thành phố Hạ Long

1. Nay thành lập thành phố Hạ Long thuộc tỉnh Quảng Ninh trên cơ sở thị xã Hồng Gai.
2. Thành phố Hạ Long có các đơn vị hành chính cơ sở, diện tích, dân số và địa giới hành chính của thị xã Hồng Gai cũ.

### Năm 1994: Nghị định số 28-CP
- Nghị định số 28-CP[23] ngày 28 tháng 3 năm 1994 của Chính phủ về việc thành lập huyện Cô Tô và đổi tên huyện Cẩm Phả thuộc tỉnh Quảng Ninh:
- Huyện Cẩm Phả, huyện Cô Tô, huyện Vân Đồn

1. Thành lập huyện Cô Tô trên cơ sở hai xã Cô Tô và Thanh Lân thuộc huyện Cẩm Phả.
2. Đổi tên huyện Cẩm Phả thành huyện Vân Đồn.
3. Huyện Vân Đồn với diện tích tự nhiên còn lại 59.676 ha, 29.000 nhân khẩu, bao gồm 11 xã: Đông Xá, Hạ Long, Đoàn Kết, Bình Dân, Đài Xuyên, Vạn Yên, Bảo Sen, Thắng Lợi, Ngọc Vừng, Minh Châu, Quan Lạn và thị trấn Cái Rồng.

### Năm 1994: Nghị định số 78-CP
- Nghị định số 78-CP[24] ngày 1 tháng 8 năm 1994 của Chính phủ về việc sáp nhập xã Thành Công vào phường Cao Xanh thuộc thành phố Hạ Long và thành lập xã Hải Hòa thuộc huyện Hải Ninh, tỉnh Quảng Ninh:
- Thành phố Hạ Long

1. Sáp nhập xã Thành Công có diện tích tự nhiên 30 ha, nhân khẩu 2.012 vào phường Cao Xanh.

- Huyện Hải Ninh

1. Thành lập xã Hải Hòa trên cơ sở diện tích, dân số của thị trấn Nông trường Hải Hòa.

### Năm 1995: Nghị quyết số 94-CP
- Nghị quyết số 94-CP[25] ngày 21 tháng 12 năm 1995 của Chính phủ về việc chia xã Tiền An thuộc huyện Yên Hưng, tỉnh Quảng Ninh thành 2 xã:
- Huyện Yên Hưng

1. Chia xã Tiền An thuộc huyện Yên Hưng, tỉnh Quảng Ninh thành 2 xã: Tiền An và Tân An.

### Năm 1996: Nghị định số 66-CP
- Nghị định số 66-CP[26] ngày 28 tháng 10 năm 1996 của Chính phủ về việc đổi tên phường Hạ Long (thuộc thành phố Hạ Long) và giao đảo Chằn của huyện Hải Ninh về huyện Cô Tô (tỉnh Quảng Ninh) quản lý:
- Thành phố Hạ Long

1. Đổi tên phường Hạ Long thuộc thành phố Hạ Long thành phường Hồng Gai.

- Huyện Hải Ninh, huyện Cô Tô

1. Giao đảo Chằn thuộc huyện Hải Ninh về huyện Cô Tô quản lý.

### Năm 1998: Nghị định số 23/1998/NĐ-CP
- Nghị định số 23/1998/NĐ-CP[27] ngày 24 tháng 4 năm 1998 của Chính phủ về việc thành lập lập xã Tiền Phong thuộc huyện Yên Hưng, tỉnh Quảng Ninh:
- Huyện Yên Hưng

1. Nay thành lập xã Tiền Phong thuộc huyện Yên Hưng, tỉnh Quảng Ninh trên cơ sở 1.117,77 ha diện tích tự nhiên và 1.364 nhân khẩu của xã Liên Vị; 523,23 ha diện tích tự nhiên của xã Liên Hòa.

### Năm 1998: Nghị định số 52/1998/NĐ-CP
- Nghị định số 52/1998/NĐ-CP[28] ngày 20 tháng 7 năm 1998 của Chính phủ về việc thành lập thị xã Móng Cái thuộc tỉnh Quảng Ninh và thành lập các phường, xã thuộc thị xã:
- Huyện Hải Ninh, thị xã Móng Cái

1. Thành lập thị xã Móng Cái trên cơ sở toàn bộ diện tích và dân số của huyện Hải Ninh.
2. Thị xã Móng Cái có 52.000 ha diện tích tự nhiên và 57.838 nhân khẩu, gồm 5 phường và 11 xã.

- Thị xã Móng Cái

1. Thành lập phường Ka Long trên cơ sở khu Ka Long của thị trấn Móng Cái cũ.
2. Thành lập phường Trần Phú trên cơ sở khu Trần Phú của thị trấn Móng Cái cũ.
3. Thành lập phường Hòa Lạc trên cơ sở khu Hòa Lạc và khu Thọ Xuân của thị trấn Móng Cái cũ.
4. Thành lập phường Ninh Dương trên cơ sở toàn bộ diện tích và dân số của xã Ninh Dương.
5. Thành lập phường Trà Cổ trên cơ sở toàn bộ diện tích và dân số của xã Trà Cổ.
6. Thành lập xã Hải Sơn trên cơ sở thị trấn lâm trường Hải Sơn.
7. Các xã còn lại: Hải Yên, Hải Xuân, Hải Hòa, Bình Ngọc, Quảng Nghĩa, Hải Tiến, Vạn Ninh, Hải Đông, Vĩnh Thực và Vĩnh Trung thuộc thị xã Móng Cái giữ nguyên diện tích và dân số.

### Năm 1999: Nghị định số 83/1999/NĐ-CP
- Nghị định số 83/1999/NĐ-CP[29] ngày 25 tháng 8 năm 1999 của Chính phủ về việc thành lập phường, thị trấn thuộc thị xã Uông Bí và huyện Cô Tô, tỉnh Quảng Ninh:
- Thị xã Uông Bí

1. Thành lập phường Nam Khê thuộc thị xã Uông Bí trên cơ sở toàn bộ diện tích và dân số của xã Nam Khê.
2. Thành lập phường Yên Thanh thuộc thị xã Uông Bí trên cơ sở 1.626 ha diện tích tự nhiên và 6.969 nhân khẩu của xã Phương Đông.

- Huyện Cô Tô

1. Thành lập thị trấn Cô Tô - thị trấn huyện lỵ huyện Cô Tô trên cơ sở 650 ha diện tích tự nhiên và 2.011 nhân khẩu của xã Cô Tô.
2. Sau khi điều chỉnh địa giới hành chính xã Cô Tô có 1.654 ha diện tích tự nhiên và 1.015 nhân khẩu và được đổi tên thành xã Đồng Tiến.

### Năm 2001: Nghị định số 51/2001/NĐ-CP
- Nghị định số 51/2001/NĐ-CP[30] ngày 16 tháng 8 năm 2001 của Chính phủ về việc điều chỉnh địa giới hành chính huyện Hoành Bồ để mở rộng thành phố Hạ Long và thành lập phường thuộc thị xã Cẩm Phả, tỉnh Quảng Ninh:
- Huyện Hoành Bồ, thành phố Hạ Long

1. Sáp nhập toàn bộ diện tích tự nhiên và dân số của 2 xã Việt Hưng và xã Đại Yên thuộc huyện Hoành Bồ vào thành phố Hạ Long.
2. Thành phố Hạ Long có 63.611 ha diện tích tự nhiên và 181.446 nhân khẩu, có 20 đơn vị hành chính trực thuộc gồm 16 phường: Bạch Đằng, Hồng Gai, Hà Khẩu, Giếng Đáy, Bãi Cháy, Trần Hưng Đạo, Yết Kiêu, Cao Xanh, Hà Khánh, Cao Thắng, Hà Lầm, Hà Trung, Hà Phong, Hà Tu, Hồng Hà, Hồng Hải và 4 xã: Hùng Thắng, Tuần Châu, Việt Hưng và Đại Yên.
3. Huyện Hoành Bồ có: 82.353 ha diện tích tự nhiên và 38.317 nhân khẩu; có 13 đơn vị hành chính trực thuộc gồm 12 xã: Lê Lợi, Sơn Dương, Quảng La, Dân Chủ, Bằng Cả, Thống Nhất, Vũ Oai, Đồng Lâm, Đồng Sơn, Tân Dân, Hòa Bình, Kỳ Thượng và thị trấn Trới.

- Thị xã Cẩm Phả

1. Thành lập phường Cẩm Bình và phường Quang Hanh thuộc thị xã Cẩm Phả trên cơ sở giữ nguyên trạng diện tích tự nhiên và dân số của 2 xã Cẩm Bình và Quang Hanh.

### Năm 2001: Nghị định số 59/2001/NĐ-CP
- Nghị định số 59/2001/NĐ-CP[31] ngày 29 tháng 8 năm 2001 của Chính phủ về việc chia huyện Quảng Hà, tỉnh Quảng Ninh thành hai huyện Hải Hà và huyện Đầm Hà:
- Huyện Quảng Hà, huyện Hải Hà, huyện Đầm Hà

1. Nay chia huyện Quảng Hà, tỉnh Quảng Ninh, thành hai huyện Hải Hà và Đầm Hà như sau:
  1. Huyện Hải Hà có 69.013,1 ha diện tích tự nhiên và 46.995 nhân khẩu; có 16 đơn vị hành chính trực thuộc gồm các xã: Phú Hải, Quảng Trung, Quảng Phong, Quảng Chính, Quảng Long, Quảng Điền, Cái Chiên, Đường Hoa, Tiến Tới, Quảng Sơn, Quảng Thịnh, Quảng Minh, Quảng Thành, Quảng Thắng, Quảng Đức và thị trấn Quảng Hà.
  2. Huyện Đầm Hà có 41.436,4 ha diện tích tự nhiên và 29.938 nhân khẩu; có 9 đơn vị hành chính trực thuộc gồm các xã: Đại Bình, Dực Yên, Quảng Tân, Quảng Lợi, Quảng An, Quảng Lâm, Đầm Hà, Tân Bình và thị trấn Đầm Hà.

### Năm 2003: Nghị định số 111/2003/NĐ-CP
- Nghị định số 111/2003/NĐ-CP[32] ngày 1 tháng 10 năm 2003 của Chính phủ về việc thành lập phường, xã thuộc thành phố Hạ Long và thị xã Móng Cát, tỉnh Quảng Ninh:
- Thành phố Hạ Long

1. Thành lập phường Tuần Châu thuộc thành phố Hạ Long trên cơ sở toàn bộ diện tích tự nhiên và dân số của xã Tuần Châu.
2. Thành lập phường Hùng Thắng thuộc thành phố Hạ Long trên cơ sở toàn bộ diện tích tự nhiên và dân số của xã Hùng Thắng.

- Thị xã Móng Cái

1. Thành lập xã Bắc Sơn thuộc thị xã Móng Cái trên cơ sở 5.043,67 ha diện tích tự nhiên và 1.216 nhân khẩu của xã Hải Sơn.

### Năm 2006: Nghị định số 58/2006/NĐ-CP
- Nghị định số 58/2006/NĐ-CP[33] ngày 12 tháng 6 năm 2006 của Chính phủ về việc điều chỉnh địa giới hành chính một số xã, phường, huyện; thành lập xã; mở rộng thị trấn thuộc các huyện: Yên Hưng, Tiên Yên, Đầm Hà, Hải Hà, thị xã Uông Bí và thành phố Hạ Long, tỉnh Quảng Ninh:
- Huyện Tiên Yên

1. Điều chỉnh 2.058,60 ha diện tích tự nhiên và 1.193 nhân khẩu của xã Đại Dực để thành xã Đại Thành.
2. Huyện Tiên Yên có 43.759,4 ha diện tích tự nhiên và 43.293 nhân khẩu, có 12 đơn vị hành chính trực thuộc bao gồm các xã: Phong Dụ, Hải Lạng, Đồng Rui, Yên Than, Tiên Lãng, Đông Ngũ, Đông Hải, Điền Xá, Hà Lâu, Đại Dực, Đại Thành và thị trấn Tiên Yên.

- Huyện Đầm Hà

1. Điều chỉnh 2.596,12 ha diện tích tự nhiên và 1393 nhân khẩu của xã Đại Bình; 591 ha diện tích tự nhiên và 1.952 nhân khẩu của xã Đầm Hà để thành lập xã Tân Lập, huyện Đầm Hà.
2. Điều chỉnh 72,44 ha diện tích tự nhiên và 1.024 nhân khẩu của xã Đầm Hà; 24,45 ha diện tích tự nhiên và 355 nhân khẩu của xã Quảng Tân; 124,81 ha diện tích tự nhiên và 575 nhân khẩu của xã Tân Bình về thị trấn Đầm Hà quản lý.
3. Huyện Đầm Hà có 41.237,30 ha diện tích tự nhiên và 31.412 nhân khẩu, có 10 đơn vị hành chính trực thuộc bao gồm các xã: Tân Bình, Quảng Lâm, Quảng Lợi, Quảng Tân, Quảng An, Đầm Hà, Dực Yên, Đại Bình, Tân Lập và thị trấn Đầm Hà.

- Huyện Hải Hà

1. Điều chỉnh 30 ha diện tích tự nhiên và 432 nhân khẩu của xã Tiến Tới về xã Quảng Phong quản lý.
2. Huyện Hải Hà có 52.611,34 ha diện tích tự nhiên và 50.457 nhân khẩu, có 16 đơn vị hành chính trực thuộc bao gồm các xã: Quảng Đức, Quảng Thành, Quảng Thắng, Quảng Minh, Quảng Thịnh, Phú Hải, Quảng Chính, Quảng Trung, Cái Chiên, Quảng Long, Quảng Điền, Quảng Sơn, Đường Hoa, Quảng Phong, Tiến Tới và thị trấn Quảng Hà.

- Huyện Yên Hưng, thị xã Uông Bí

1. Điều chỉnh toàn bộ diện tích tự nhiên (1.272,25 ha) và dân số (1.726 nhân khẩu) của xã Điền Công, huyên Yên Hưng về thị xã Uông Bí quản lý.
2. Mở rộng thị trấn Quảng Yên trên cơ sở điều chỉnh 126,0 ha diện tích tự nhiên và 1.725 nhân khẩu của xã Yên Giang; 397,6 ha diện tích tự nhiên và 3.442 nhân khẩu của xã Cộng Hòa về thị trấn Quảng Yên quản lý.
3. Sau khi điều chỉnh địa giới hành chính:
  1. Thị xã Uông Bí có 25.313,55 ha diện tích tự nhiên và 97.975 nhân khẩu, có 11 đơn vị hành chính trực thuộc gồm các phường: Thanh Sơn, Bắc Sơn, Quang Trung, Vàng Danh, Trưng Vương, Nam Khê, Yên Thanh và các xã: Thượng Yên Công, Phương Đông, Phương Nam, Điền Công.
  2. Huyện Yên Hưng còn lại 31.919,34 ha diện tích tự nhiên và 135.472 nhân khẩu, có 19 đơn vị hành chính trực thuộc gồm: thị trấn Quảng Yên và các xã: Minh Thành, Đông Mai, Sông Khoai, Cộng Hòa, Tiền An, Tân An, Hoàng Tân, Hà An, Hiệp Hòa, Yên Giang, Nam Hòa, Yên Hải, Cẩm La, Phong Cốc, Phong Hải, Liên Hòa, Liên Vị, Tiền Phong.

- Thành phố Hạ Long

1. Điều chỉnh 114,3 ha diện tích tự nhiên và 66 nhân khẩu của phường Bãi Cháy về phường Giếng Đáy quản lý.
2. Điều chỉnh 16,1 ha diện tích tự nhiên của phường Bãi Cháy; 98,3 ha diện tích tự nhiên và 485 nhân khẩu của phường Hà Khẩu; 52,96 ha diện tích tự nhiên và 193 nhân khẩu của phường Giếng Đáy; 40,2 diện tích tự nhiên và 12 nhân khẩu của xã Việt Hưng về phường Hùng Thắng quản lý.
3. Điều chỉnh 190,2 ha diện tích tự nhiên và 714 nhân khẩu của xã Việt Hưng về phường Hà Khẩu quản lý.
4. Thành phố Hạ Long có 21.430,58 ha diện tích tự nhiên và 203.731 nhân khẩu, có 20 đơn vị hành chính trực thuộc bao gồm các phường: Hồng Gai, Bạch Đằng, Trần Hưng Đạo, Yết Kiêu, Hà Khánh, Cao Xanh, Cao Thắng, Hà Lầm, Hồng Hải, Hồng Hà, Hà Tu, Hà Phong, Hà Trung, Tuần Châu, Bãi Cháy, Giếng Đáy, Hà Khẩu, Hùng Thắng và các xã: Việt Hưng, Đại Yên.

### Năm 2007: Nghị định số 56/2007/NĐ-CP
- Nghị định số 56/2007/NĐ-CP[34] ngày 6 tháng 4 năm 2007 của Chính phủ về việc thành lập phường Hải Hòa và phường Hải Yên thuộc thị xã Móng Cái, tỉnh Quảng Ninh:
- Thị xã Móng Cái

1. Thành lập phường Hải Hòa trên cơ sở toàn bộ xã Hải Hòa.
2. Thành lập phường Hải Yên trên cơ sở toàn bộ xã Hải Yên.
3. Thị xã Móng Cái có 17 đơn vị hành chính trực thuộc, gồm các phường: Hòa Lạc, Ka Long, Trần Phú, Trà Cổ, Ninh Dương, Hải Hòa, Hải Yên và các xã: Hải Sơn, Bắc Sơn, Quảng Nghĩa, Hải Tiến, Hải Đông, Vạn Ninh, Hải Xuân, Bình Ngọc, Vĩnh Trung, Vĩnh Thực.

### Năm 2008: Nghị định số 3/NĐ-CP
- Nghị định số 3/NĐ-CP[35] ngày 24 tháng 9 năm 2008 của Chính phủ về việc thành lập thành phố Móng Cái thuộc tỉnh Quảng Ninh:
- Thành phố Móng Cái

1. Thành lập thành phố Móng Cái thuộc tỉnh Quảng Ninh trên cơ sở toàn bộ diện tích tự nhiên, dân số và các đơn vị hành chính trực thuộc của thị xã Móng Cái.
2. Thành phố Móng Cái có diện tích tự nhiên 51.827,8ha và 108.016 nhân khẩu, có 17 đơn vị hành chính, gồm các phường: Hòa Lạc, Trần Phú, Ka Long, Ninh Dương, Trà Cổ, Hải Yên, Hải Hòa và các xã: Quảng Nghĩa, Hải Tiến, Hải Đông, Vạn Ninh, Hải Xuân, Vĩnh Thực, Vĩnh Trung, Bắc Sơn, Hải Sơn, Bình Ngọc.

### Năm 2010: Nghị quyết số 7/NĐ-CP
- Nghị quyết số 7/NĐ-CP[36] ngày 5 tháng 2 năm 2010 của Chính phủ về việc thành lập các phường thuộc thành phố Hạ Long và thành phố Móng Cái, tỉnh Quảng Ninh:
- Thành phố Hạ Long

1. Thành lập phường Đại Yên thuộc thành phố Hạ Long trên cơ sở toàn bộ xã Đại Yên.
2. Thành lập phường Việt Hưng thuộc thành phố Hạ Long trên cơ sở toàn bộ xã Việt Hưng.

- Thành phố Móng Cái

1. Thành lập phường Bình Ngọc thuộc thành phố Móng Cái trên cơ sở toàn bộ xã Bình Ngọc.
2. Sau khi thành lập các phường:
  1. Thành phố Hạ Long có 27.195,03 ha diện tích tự nhiên và 221.580 nhân khẩu; có 20 đơn vị hành chính trực thuộc, gồm các phường: Hà Lầm, Hà Trung, Hà Phong, Hà Tu, Hồng Hải, Cao Thắng, Cao Xanh, Yết Kiêu, Trần Hưng Đạo, Bạch Đằng, Hòn Gai, Bãi Cháy, Hồng Hà, Hà Khẩu, Giếng Đáy, Hùng Thắng, Tuần Châu, Hà Khánh, Việt Hưng, Đại Yên.
  2. Thành phố Móng Cái có 51.660 ha diện tích tự nhiên và 80.000 nhân khẩu; có 17 đơn vị hành chính trực thuộc, gồm các phường: Trà Cổ, Trần Phú, Ka Long, Ninh Dương, Hải Yên, Hải Hòa, Bình Ngọc, Hòa Lạc và các xã: Hải Tiến, Vạn Ninh, Hải Đông, Quảng Nghĩa, Vĩnh Thực, Vĩnh Trung, Hải Sơn, Hải Xuân, Bắc Sơn.

### Năm 2011: Nghị quyết số 12/NQ-CP
- Nghị quyết số 12/NQ-CP[37] ngày 25 tháng 2 năm 2011 của Chính phủ về việc thành lập thành phố Uông Bí thuộc tỉnh Quảng Ninh:
- Thành phố Uông Bí

1. Thành lập thành phố Uông Bí thuộc tỉnh Quảng Ninh trên cơ sở toàn bộ diện tích tự nhiên, dân số và các đơn vị hành chính trực thuộc của thị xã Uông Bí.
2. Thành phố Uông Bí có diện tích tự nhiên 25.630,77 ha và 157.779 nhân khẩu 11 đơn vị hành chính cấp xã, gồm các phường: Nam Khê, Trưng Vương, Quang Trung, Bắc Sơn, Vàng Danh, Thanh Sơn, Yên Thanh và các xã: Phương Nam, Phương Đông, Điền Công, Thượng Yên Công.

### Năm 2011: Nghị quyết số 89/NQ-CP
- Nghị quyết số 89/NQ-CP[38] ngày 24 tháng 8 năm 2011 của Chính phủ về việc thành lập các phương: Phương Đông, Phương Nam thuộc thành phố Uông Bí, tỉnh Quảng Ninh:
- Thành phố Uông Bí

1. Thành lập phường Phương Đông thuộc thành phố Uông Bí trên cơ sở toàn bộ xã Phương Đông.
2. Thành lập phường Phương Nam thuộc thành phố Uông Bí trên cơ sở toàn bộ xã Phương Nam.
3. Thành phố Uông Bí có 25.630,77 ha diện tích tự nhiên và 151.072 nhân khẩu; có 11 đơn vị hành chính trực thuộc, gồm 9 phường: Thanh Sơn, Quang Trung, Yên Thanh, Nam Khê, Trưng Vương, Bắc Sơn, Vàng Danh, Phương Nam, Phương Đông và 2 xã: Điền Công, Thượng Yên Công.

### Năm 2011: Nghị quyết 100/NQ-CP
- Nghị quyết 100/NQ-CP[39] ngày 25 tháng 11 năm 2011 của Chính phủ về việc thành lập thị xã Quảng Yên và thành lập các phường thuộc thị xã Quảng Yên tỉnh Quảng Ninh:

- Huyện Yên Hưng, thị xã Quảng Yên

1. Thành lập thị xã Quảng Yên trên cơ sở toàn bộ huyện Yên Hưng.
2. Thị xã Quảng Yên có 31.420,20 ha diện tích tự nhiên và 139.596 nhân khẩu, có 19 đơn vị hành chính trực thuộc.

- Thị xã Quảng Yên

1. Thành lập các phường thuộc thị xã Quảng Yên
  1. Thành lập phường Quảng Yên thuộc thị xã Quảng Yên trên cơ sở toàn bộ thị trấn Quảng Yên.
  2. Thành lập phường Yên Giang thuộc thị xã Quảng Yên trên cơ sở toàn bộ xã Yên Giang.
  3. Thành lập phường Cộng Hòa thuộc thị xã Quảng Yên trên cơ sở toàn bộ xã Cộng Hòa.
  4. Thành lập phường Đông Mai thuộc thị xã Quảng Yên trên cơ sở toàn bộ xã Đông Mai.
  5. Thành lập phường Minh Thành thuộc thị xã Quảng Yên trên cơ sở toàn bộ xã Minh Thành.
  6. Thành lập phường Hà An thuộc thị xã Quảng Yên trên cơ sở toàn bộ xã Hà An.
  7. Thành lập phường Tân An thuộc thị xã Quảng Yên trên cơ sở toàn bộ xã Tân An.
  8. Thành lập phường Nam Hòa thuộc thị xã Quảng Yên trên cơ sở toàn bộ xã Nam Hòa.
  9. Thành lập phường Yên Hải thuộc thị xã Quảng Yên trên cơ sở toàn bộ xã Yên Hải.
  10. Thành lập phường Phong Cốc thuộc thị xã Quảng Yên trên cơ sở toàn bộ xã Phong Cốc.
  11. Thành lập phường Phong Hải thuộc thị xã Quảng Yên trên cơ sở toàn bộ xã Phong Hải.
2. Sau khi thành lập thị xã Quảng Yên và thành lập các phường thuộc thị xã Quảng Yên
  1. Thị xã Quảng Yên có 31.420,20 ha diện tích tự nhiên và dân số 139.596 nhân khẩu; có 19 đơn vị hành chính trực thuộc gồm các phường: Quảng Yên, Yên Giang, Cộng Hòa, Đông Mai, Minh Thành, Hà An, Tân An, Nam Hòa, Yên Hải, Phong Cốc, Phong Hải và các xã: Hiệp Hòa, Sông Khoai, Tiền An, Hoàng Tân, Cẩm La, Liên Hòa, Liên Vị, Tiền Phong.
  2. Tỉnh Quảng Ninh có 609.897,99 ha diện tích tự nhiên và 1.144.000 nhân khẩu; có 14 đơn vị hành chính trực thuộc gồm 03 thành phố: Hạ Long, Móng Cái, Uông Bí, 02 thị xã gồm: Cẩm Phả, Quảng Yên và 09 huyện gồm: Hải Hà, Đầm Hà, Bình Liêu, Ba Chẽ, Tiên Yên, Vân Đồn, Cô Tô, Hoành Bồ và Đông Triều.

### Năm 2012: Nghị quyết số 4/NQ-CP
- Nghị quyết số 4/NQ-CP[40] ngày 21 tháng 2 năm 2012 của Chính phủ về việc thành lập thành phố Cẩm Phả thuộc tỉnh Quảng Ninh:
- Thành phố Cẩm Phả

1. Thành lập thành phố Cẩm Phả thuộc tỉnh Quảng Ninh trên cơ sở toàn bộ diện tích tự nhiên, dân số và các đơn vị hành chính trực thuộc của thị xã Cẩm Phả.
2. Thành phố Cẩm Phả có diện tích tự nhiên 48.645,0 ha và 195.800 nhân khẩu, 16 đơn vị hành chính cấp xã, gồm 13 phường: Quang Hanh, Cẩm Thạch, Cẩm Thủy, Cẩm Trung, Cẩm Thành, Cẩm Bình, Cẩm Tây, Cẩm Đông, Cẩm Sơn, Cẩm Phú, Cẩm Thịnh, Cửa Ông, Mông Dương và 03 xã: Dương Huy, Cộng Hòa, Cẩm Hải.

### Năm 2015: Nghị quyết số 891/NQ-UBTVQH13
- Nghị quyết số 891/NQ-UBTVQH13[41] ngày 11 tháng 3 năm 2015 của Ủy ban Thường vụ Quốc hội về việc thành lập thị xã Đông Triều và 06 phường thuộc thị xã Đông Triều, tỉnh Quảng Ninh:
- Thị xã Đông Triều

1. Thành lập thị xã Đông Triều, tỉnh Quảng Ninh trên cơ sở toàn bộ huyện Đông Triều.
2. Thành lập 06 phường thuộc thị xã Đông Triều:
  1. Thành lập phường Đông Triều trên cơ sở toàn bộ thị trấn Đông Triều.
  2. Thành lập phường Mạo Khê trên cơ sở toàn bộ thị trấn Mạo Khê.
  3. Thành lập phường Đức Chính trên cơ sở toàn bộ xã Đức Chính.
  4. Thành lập phường Hưng Đạo trên cơ sở toàn bộ xã Hưng Đạo.
  5. Thành lập phường Xuân Sơn trên cơ sở toàn bộ xã Xuân Sơn.
  6. Thành lập phường Kim Sơn trên cơ sở toàn bộ xã Kim Sơn.
3. Sau khi thành lập thị xã Đông Triều và 06 phường thuộc thị xã Đông Triều:
  1. Thị xã Đông Triều có 39.721,55 ha diện tích tự nhiên, 173.141 nhân khẩu và 21 đơn vị hành chính cấp xã, gồm 06 phường Đông Triều, Đức Chính, Hưng Đạo, Kim Sơn, Mạo Khê, Xuân Sơn và 15 xã An Sinh, Bình Dương, Bình Khê, Hoàng Quế, Hồng Phong, Hồng Thái Đông, Hồng Thái Tây, Nguyễn Huệ, Tân Việt, Thủy An, Tràng An, Tràng Lương, Việt Dân, Yên Đức, Yên Thọ.
  2. Tỉnh Quảng Ninh có 14 đơn vị hành chính cấp huyện (04 thành phố, 02 thị xã và 08 huyện) và 186 đơn vị hành chính cấp xã (111 xã, 67 phường và 08 thị trấn).

### Năm 2019: Nghị quyết số 26/NQ-CP
- Nghị quyết số 26/NQ-CP[42] ngày 25 tháng 4 năm 2019 của Chính phủ về việc xác định địa giới hành chính giữa tỉnh Quảng Ninh và thành phố Hải Phòng tại hai khu vực do lịch sử để lại:
- Tỉnh Quảng Ninh, thành phố Hải Phòng

1. Khu vực Bắc đảo Cát Bà giáp ranh giữa thành phố Hạ Long, thị xã Quảng Yên, tỉnh Quảng Ninh và huyện Cát Hải, thành phố Hải Phòng nằm trên 07 mảnh bản đồ địa hình tỷ lệ 1:10.000, hệ tọa độ quốc gia VN-2000 do Bộ Tài nguyên và Môi trường xuất bản năm 2008 (kèm theo), có phiên hiệu lài F-48-82-B-d-1, F-48-82-B-b-4, F-48-82-B-d-2, F-48-83-A-c-1, F-48-83-A-c-2, F-48-83-A-c-4, F-48-83-C-a-2, đường địa giới hành chính được xác định khởi đầu từ ngã ba giữa kênh Cái Tráp với cửa Lạch Huyện tại điểm có tọa độ X=2305209,13; Y=491382940,68 (điểm địa giới giữa tỉnh Quảng Ninh và thành phố Hải Phòng đã thống nhất), theo hướng Đông Nam đi giữa cửa Lạch Huyện đến gặp lạch nước sâu (đối diện với thôn Trấn, xã Đồng Bài, huyện Cát Hải), chuyển hướng Đông Bắc đi giữa lạch (phía Đông bãi Nhện Nước, núi Hòn Nhà Đèn) sau đó chuyển hướng chung Đông - Đông Nam đi giữa lạch Ngăn và lạch Đầu Xuôi rồi chuyển hướng Nam - Đông Nam đi giữa luông Cửa Vạn qua vịnh Lan Hạ đến vịnh Bắc Bộ.
2. Khu vực Bãi nhà Mạc giáp ranh giữa thị xã Quảng Yên, tỉnh Quảng Ninh và quận Hải An, huyện Thủy Nguyên, thành phố Hải Phòng nằm trên 03 mảnh bản đồ địa hình tỷ lệ 1:10.000, hệ tọa độ quốc gia VN-2000 do Bộ Tài nguyên và Môi trường xuất bản năm 2008 (kèm theo), có phiên hiệu là: F-48-82-B-a-3, F-48-82-B-c-1, F-48-82-B-c-2, đường địa giới hành chính được xác định khởi đầu từ ngã ba giữa sông Bạch Đằng và sông Rút tại điểm có tọa độ X=2314808,02; Y=491371979,10 (điểm địa giới giữa tỉnh Quảng Ninh và thành phố Hải Phòng đã thống nhất) theo hướng chung Nam - Tây Nam rồi Đông Nam đi giữa sông Bạch Đằng đến ngã ba giữa sông Rút với sông Bạch Đằng tại điểm có tọa độ X=2304574,16; Y=491377471,43 (điểm địa giới giữa tỉnh Quảng Ninh và thành phố Hải Phòng đã thống nhất).

### Năm 2019: Nghị quyết số 769-NQ-UBTVQH14
- Nghị quyết số 769-NQ-UBTVQH14[43] ngày 11 tháng 9 năm 2019 của Ủy ban Thường vụ Quốc hội về việc thành lập 04 phường thuộc thị xã Đông Triều, tỉnh Quảng Ninh:
- Thị xã Đông Triều

1. Thành lập phường Hoàng Quế trên cơ sở toàn bộ xã Hoàng Quế.
2. Thành lập phường Hồng Phong trên cơ sở toàn bộ xã Hồng Phong.
3. Thành lập phường Tràng An trên cơ sở toàn bộ xã Tràng An.
4. Thành lập phường Yên Thọ trên cơ sở toàn bộ xã Yên Thọ.
5. Sau khi thành lập 04 phường thuộc thị xã Đông Triều:
  1. Thị xã Đông Triều có 21 đơn vị hành chính cấp xã, gồm 11 xã và 10 phường;
  2. Tỉnh Quảng Ninh có 14 đơn vị hành chính cấp huyện, gồm 08 huyện, 02 thị xã và 04 thành phố; 186 đơn vị hành chính cấp xã, gồm 107 xã, 71 phường và 08 thị trấn.

### Năm 2019: Nghị quyết số 112/NQ-CP
- Nghị quyết số 112/NQ-CP[44] ngày 5 tháng 12 năm 2019 của Chính phủ về việc sửa đổi nội dung mảnh bản đồ có phiên hiệu F-48-82-B-c-2 ban hành kèm theo Nghị quyết số 26/NQ-CP ngày 25 tháng 4 năm 2019 của Chính phủ về việc xác định địa giới hành chính giữa tỉnh Quảng Ninh và thành phố Hải Phòng tại hai khu vực do lịch sử để lại:
- Tỉnh Quảng Ninh, thành phố Hải Phòng

1. Bãi bỏ đoạn địa giới hành chính cấp tỉnh giữa tỉnh Quảng Ninh và thành phố Hải Phòng từ ngã ba giữa sông Rút với sông Bạch Đằng tại điểm có tọa độ X=2304574,16; Y=491377471,43 đến ngã ba giữa kênh Cái Tráp với cửa Lạch Huyện tại điểm có tọa độ X=2305209,13; Y=491382940,68 (đoạn địa giới hành chính cấp tỉnh, không có tô bo màu hồng), được thể hiện trên mảnh bản đồ có phiên hiệu F-48-82-B-c-2 kèm theo Nghị quyết số 26/NQ-CP ngày 25 tháng 4 năm 2019 của Chính phủ về việc xác định địa giới hành chính giữa tỉnh Quảng Ninh và thành phố Hải Phòng tại hai khu vực do lịch sử để lại.
2. Bổ sung đoạn địa giới hành chính cấp tỉnh giữa tỉnh Quảng Ninh và thành phố Hải Phòng từ ngã ba giữa sông Rút với sông Bạch Đằng tại điểm có tọa độ X=2304574,16; Y=491377471,43 đến ngã ba giữa kênh Cái Tráp với cửa Lạch Huyện tại điểm có tọa độ X=2305209,13; Y=491382940,68 theo kết quả hiệp thương, thống nhất giữa tỉnh Quảng Ninh với thành phố Hải Phòng và được thể hiện trên mảnh bản đồ có phiên hiệu F-48-82-B-c-2.
3. Mảnh bản đồ có phiên hiệu F-48-82-B-c-2 đã được sửa đổi, bổ sung kèm theo Nghị quyết này thay thế mảnh bản đồ có phiên hiệu F-48-82-B-c-2 kèm theo Nghị quyết số 26/NQ-CP ngày 25 tháng 4 năm 2019 của Chính phủ về việc xác định địa giới hành chính giữa tỉnh Quảng Ninh và thành phố Hải Phòng tại hai khu vực do lịch sử để lại.

### Năm 2019: Nghị quyết số 837/NQ-UBTVQH14
- Nghị quyết số 837/NQ-UBTVQH14[45] ngày 17 tháng 12 năm 2019 của Ủy ban Thường vụ Quốc hội về việc sắp xếp các đơn vị hành chính cấp huyện, cấp xã thuộc tỉnh Quảng Ninh:
- Huyện Hoành Bồ, thành phố Hạ Long

1. Nhập toàn bộ huyện Hoành Bồ vào thành phố Hạ Long.
2. Sau khi nhập, thành phố Hạ Long có 1.119,12 km2 diện tích tự nhiên, quy mô dân số 300.267 người.
3. Thành lập phường Hoành Bồ thuộc thành phố Hạ Long trên cơ sở toàn bộ thị trấn Trới.
4. Sau khi sắp xếp, thành phố Hạ Long có 33 đơn vị hành chính cấp xã, gồm 21 phường: Bạch Đằng, Bãi Cháy, Cao Thắng, Cao Xanh, Đại Yên, Giếng Đáy, Hà Khánh, Hà Khẩu, Hà Lầm, Hà Phong, Hà Trung, Hà Tu, Hoành Bồ, Hồng Gai, Hồng Hà, Hồng Hải, Hùng Thắng, Trần Hưng Đạo, Tuần Châu, Việt Hưng, Yết Kiêu và 12 xã: Bằng Cả, Dân Chủ, Đồng Lâm, Đồng Sơn, Hòa Bình, Kỳ Thượng, Lê Lợi, Quảng La, Sơn Dương, Tân Dân, Thống Nhất, Vũ Oai.

- Huyện Hải Hà

1. Nhập toàn bộ xã Phú Hải, xã Quảng Trung VÀ xã Quảng Điền vào thị trấn Quảng Hà.
2. Nhập toàn bộ xã Quảng Thắng vào xã Quảng Minh.
3. Nhập toàn bộ xã Tiến Tới vào xã Đường Hoa.
4. Sau khi sắp xếp, huyện Hải Hà có 11 đơn vị hành chính cấp xã, gồm 10 xã và 01 thị trấn.

- Thành phố Uông Bí

1. Nhập toàn bộ xã Điền Công vào phường Trưng Vương.
2. Sau khi sắp xếp, thành phố Uông Bí có 10 đơn vị hành chính cấp xã, gồm 09 phường và 01 xã.

- Huyện Đầm Hà

1. Nhập toàn bộ xã Quảng Lợi vào xã Quảng Tân.
2. Sau khi sắp xếp, huyện Đầm Hà có 09 đơn vị hành chính cấp xã, gồm 08 xã và 01 thị trấn.

- Huyện Tiên Yên

1. Nhập toàn bộ xã Đại Thành vào xã Đại Dực.
2. Sau khi sắp xếp, huyện Tiên Yên có 11 đơn vị hành chính cấp xã, gồm 10 xã và 01 thị trấn.

- Huyện Bình Liêu

1. Nhập toàn bộ xã Tình Húc vào thị trấn Bình Liêu.
2. Sau khi sắp xếp, huyện Bình Liêu có 07 đơn vị hành chính cấp xã, gồm 06 xã và 01 thị trấn.
3. Tỉnh Quảng Ninh có 13 đơn vị hành chính cấp huyện, gồm 07 huyện, 04 thành phố và 02 thị xã; 177 đơn vị hành chính cấp xã, gồm 98 xã, 72 phường và 07 thị trấn.

### Năm 2024: Nghị quyết số 1199/NQ-UBTVQH15
- Nghị quyết số 1199/NQ-UBTVQH15[46] ngày 28 tháng 9 năm 2024 của Ủy ban Thường vụ Quốc hội về việc sắp xếp đơn vị hành chính cấp huyện, cấp xã của tỉnh Quảng Ninh giai đoạn 2023 - 2025:

- Thành phố Đông Triều

1. Nhập toàn bộ xã Tân Việt vào xã Việt Dân.
2. Nhập toàn bộ phường Đông Triều vào phường Đức Chính.
3. Thành lập phường Bình Dương trên cơ sở toàn bộ xã Bình Dương.
4. Thành lập phường Thủy An trên cơ sở toàn bộ xã Thủy An.
5. Thành lập phường Bình Khê trên cơ sở toàn bộ xã Bình Khê.
6. Thành lập phường Yên Đức trên cơ sở toàn bộ xã Yên Đức.
7. Thành lập thành phố Đông Triều trên cơ sở toàn bộ thị xã Đông Triều.
8. Sau khi thành lập, thành phố Đông Triều có 19 đơn vị hành chính cấp xã, gồm 13 phường: Bình Dương, Bình Khê, Đức Chính, Hoàng Quế, Hồng Phong, Hưng Đạo, Kim Sơn, Mạo Khê, Thủy An, Tràng An, Xuân Sơn, Yên Đức, Yên Thọ và 6 xã: An Sinh, Hồng Thái Đông, Hồng Thái Tây, Nguyễn Huệ, Tràng Lương, Việt Dân.

- Huyện Ba Chẽ

1. Thành lập xã Lương Minh trên cơ sở nhập toàn bộ xã Minh Cầm và xã Lương Mông.
2. Sau khi sắp xếp, huyện Ba Chẽ có 07 đơn vị hành chính cấp xã, gồm 06 xã và 01 thị trấn.

- Thành phố Cẩm Phả

1. Thành lập xã Hải Hòa trên cơ sở nhập toàn bộ xã Cẩm Hải và xã Cộng Hòa.
2. Sau khi sắp xếp, thành phố Cẩm Phả có 15 đơn vị hành chính cấp xã, gồm 13 phường và 02 xã.

- Thành phố Móng Cái

1. Nhập toàn bộ phường Hòa Lạc vào phường Trần Phú.
2. Sau khi sắp xếp, thành phố Móng Cái có 16 đơn vị hành chính cấp xã, gồm 07 phường và 09 xã.

- Thành phố Hạ Long

1. Nhập toàn bộ phường Yết Kiêu vào phường Trần Hưng Đạo.
2. Sau khi sắp xếp, thành phố Hạ Long có 32 đơn vị hành chính cấp xã, gồm 20 phường và 12 xã.
3. Tỉnh Quảng Ninh có 13 đơn vị hành chính cấp huyện, gồm 07 huyện, 01 thị xã, 05 thành phố và 171 đơn vị hành chính cấp xã, gồm 91 xã, 73 phường, 07 thị trấn.

| Đơn vị hành chính của tỉnh Quảng Ninh (tính đến ngày 16 tháng 6 năm 2025) | Đơn vị hành chính của tỉnh Quảng Ninh (tính đến ngày 16 tháng 6 năm 2025) | Đơn vị hành chính của tỉnh Quảng Ninh (tính đến ngày 16 tháng 6 năm 2025) |
| Số thứ tự                                                                 | Đơn vị hành chính cấp huyện                                               | Đơn vị hành chính cấp xã |
| ------------------------------------------------------------------------- | ------------------------------------------------------------------------- | --- |
| 1                                                                         | Thành phố Cẩm Phả                                                         | 13 phường: Cẩm Bình, Cẩm Đông, Cẩm Phú, Cẩm Sơn, Cẩm Tây, Cẩm Thành, Cẩm Thạch, Cẩm Thịnh, Cẩm Thủy, Cẩm Trung, Cửa Ông, Mông Dương, Quang Hanh và 2 xã: Dương Huy, Hải Hòa |
| 2                                                                         | Thành phố Đông Triều                                                      | 13 phường: Bình Dương, Bình Khê, Đức Chính, Hoàng Quế, Hồng Phong, Hưng Đạo, Kim Sơn, Mạo Khê, Thủy An, Tràng An, Xuân Sơn, Yên Đức, Yên Thọ và 6 xã: An Sinh, Hồng Thái Đông, Hồng Thái Tây, Nguyễn Huệ, Tràng Lương, Việt Dân |
| 3                                                                         | Thành phố Hạ Long                                                         | 20 phường: Bãi Cháy, Bạch Đằng, Cao Thắng, Cao Xanh, Đại Yên, Giếng Đáy, Hà Khánh, Hà Khẩu, Hà Lầm, Hà Phong, Hà Trung, Hà Tu, Hoành Bồ, Hồng Gai, Hồng Hà, Hồng Hải, Hùng Thắng, Trần Hưng Đạo, Tuần Châu, Việt Hưng và 12 xã: Bằng Cả, Dân Chủ, Đồng Lâm, Đồng Sơn, Hòa Bình, Kỳ Thượng, Lê Lợi, Quảng La, Sơn Dương, Tân Dân, Thống Nhất, Vũ Oai |
| 4                                                                         | Thành phố Móng Cái                                                        | 7 phường: Bình Ngọc, Hải Hòa, Hải Yên, Ka Long, Ninh Dương, Trà Cổ, Trần Phú và 9 xã: Bắc Sơn, Hải Đông, Hải Sơn, Hải Tiến, Hải Xuân, Quảng Nghĩa, Vạn Ninh, Vĩnh Thực, Vĩnh Trung |
| 5                                                                         | Thành phố Uông Bí                                                         | 9 phường: Bắc Sơn, Nam Khê, Phương Đông, Phương Nam, Quang Trung, Thanh Sơn, Trưng Vương, Vàng Danh, Yên Thanh và xã Thượng Yên Công |
| 6                                                                         | Thị xã Quảng Yên                                                          | 11 phường: Cộng Hòa, Đông Mai, Hà An, Minh Thành, Nam Hòa, Phong Cốc, Phong Hải, Quảng Yên, Tân An, Yên Giang, Yên Hải và 8 xã: Cẩm La, Hiệp Hòa, Hoàng Tân, Liên Hòa, Liên Vị, Sông Khoai, Tiền An, Tiền Phong |
| 7                                                                         | Huyện Ba Chẽ                                                              | Thị trấn Ba Chẽ và 6 xã: Đạp Thanh, Đồn Đạc, Lương Minh, Nam Sơn, Thanh Lâm, Thanh Sơn |
| 8                                                                         | Huyện Bình Liêu                                                           | Thị trấn Bình Liêu và 6 xã: Đồng Tâm, Đồng Văn, Hoành Mô, Húc Động, Lục Hồn, Vô Ngại |
| 9                                                                         | Huyện Cô Tô                                                               | Thị trấn Cô Tô và 2 xã: Đồng Tiến, Thanh Lân |
| 10                                                                        | Huyện Đầm Hà                                                              | Thị trấn Đầm Hà và 8 xã: Dực Yên, Đại Bình, Đầm Hà, Quảng An, Quảng Lâm, Quảng Tân, Tân Bình, Tân Lập |
| 11                                                                        | Huyện Hải Hà                                                              | Thị trấn Quảng Hà và 10 xã: Cái Chiên, Đường Hoa, Quảng Chính, Quảng Đức, Quảng Long, Quảng Minh, Quảng Phong, Quảng Sơn, Quảng Thành, Quảng Thịnh |
| 12                                                                        | Huyện Tiên Yên                                                            | Thị trấn Tiên Yên và 10 xã: Đại Dực, Điền Xá, Đông Hải, Đông Ngũ, Đồng Rui, Hà Lâu, Hải Lạng, Phong Dụ, Tiên Lãng, Yên Than |
| 13                                                                        | Huyện Vân Đồn                                                             | Thị trấn Cái Rồng và 11 xã: Bản Sen, Bình Dân, Đài Xuyên, Đoàn Kết, Đông Xá, Hạ Long, Minh Châu, Ngọc Vừng, Quan Lạn, Thắng Lợi, Vạn Yên |
| Tổng cộng                                                                 | 13 đơn vị hành chính cấp huyện, gồm 07 huyện, 01 thị xã và 05 thành phố   | 171 đơn vị hành chính cấp xã, gồm 91 xã, 73 phường và 07 thị trấn |

## Giai đoạn 2025 - nay

### Năm 2025: Nghị quyết số 203/2025/QH15
- Ngày 16 tháng 6 năm 2025, Quốc hội ban hành Nghị quyết số 203/2025/QH15[47] về việc sửa đổi, bổ sung một số điều của Hiến pháp nước Cộng hòa Xã hội chủ nghĩa Việt Nam. Theo đó, kết thúc hoạt động của các đơn vị hành chính cấp huyện trong cả nước từ ngày 01 tháng 7 năm 2025.

### Năm 2025: Nghị quyết số 1679/NQ-UBTVQH15
- Nghị quyết số 1679/NQ-UBTVQH15[48] ngày 16 tháng 6 năm 2025 của Ủy ban Thường vụ Quốc hội về việc sắp xếp các đơn vị hành chính cấp xã của tỉnh Quảng Ninh năm 2025:
- Tỉnh Quảng Ninh

1. Sắp xếp toàn bộ diện tích tự nhiên, quy mô dân số của các xã Bằng Cả, Dân Chủ, Tân Dân và Quảng La thành xã mới có tên gọi là xã Quảng La.
2. Sắp xếp toàn bộ diện tích tự nhiên, quy mô dân số của các xã Vũ Oai, Hòa Bình, Thống Nhất và một phần diện tích tự nhiên, quy mô dân số của xã Đồng Lâm thành xã mới có tên gọi là xã Thống Nhất.
3. Sắp xếp một phần diện tích tự nhiên, quy mô dân số của xã Hải Lạng và một phần diện tích tự nhiên của xã Hải Hòa thành xã mới có tên gọi là xã Hải Hòa.
4. Sắp xếp toàn bộ diện tích tự nhiên, quy mô dân số của thị trấn Tiên Yên, xã Phong Dụ, xã Tiên Lãng và một phần diện tích tự nhiên, quy mô dân số của các xã Yên Than, Đại Dực, Đông Ngũ, Vô Ngại thành xã mới có tên gọi là xã Tiên Yên.
5. Sắp xếp toàn bộ diện tích tự nhiên, quy mô dân số của xã Hà Lâu, xã Điền Xá và phần còn lại của xã Yên Than sau khi sắp xếp thành xã mới có tên gọi là xã Điền Xá.
6. Sắp xếp toàn bộ diện tích tự nhiên, quy mô dân số của xã Đông Hải và phần còn lại của xã Đại Dực,xã Đông Ngũ sau khi sắp xếp thành xã mới có tên gọi là xã Đông Ngũ.
7. Sắp xếp toàn bộ diện tích tự nhiên, quy mô dân số của xã Đồng Rui, một phần diện tích tự nhiên, quy mô dân số của xã Hải Lạng và phần còn lại của xã Hải Hòa sau khi sắp xếp thành xã mới có tên gọi là xã Hải Lạng.
8. Sắp xếp toàn bộ diện tích tự nhiên, quy mô dân số của xã Đồng Sơn và xã Lương Minh thành xã mới có tên gọi là xã Lương Minh.
9. Sắp xếp toàn bộ diện tích tự nhiên, quy mô dân số của các xã Thanh Lâm, Đạp Thanh và Kỳ Thượng thành xã mới có tên gọi là xã Kỳ Thượng.
10. Sắp xếp toàn bộ diện tích tự nhiên, quy mô dân số của thị trấn Ba Chẽ, các xã Thanh Sơn, Nam Sơn, Đồn Đạc và phần còn lại của xã Hải Lạng sau khi sắp xếp thành xã mới có tên gọi là xã Ba Chẽ.
11. Sắp xếp toàn bộ diện tích tự nhiên, quy mô dân số của các xã Quảng An, Dực Yên, Quảng Lâm và Quảng Tân thành xã mới có tên gọi là xã Quảng Tân.
12. Sắp xếp toàn bộ diện tích tự nhiên, quy mô dân số của thị trấn Đầm Hà và các xã Tân Bình, Đại Bình, Tân Lập, Đầm Hà thành xã mới có tên gọi là xã Đầm Hà.
13. Sắp xếp toàn bộ diện tích tự nhiên, quy mô dân số của thị trấn Quảng Hà, các xã Quảng Minh, Quảng Chính, Quảng Phong và một phần diện tích tự nhiên, quy mô dân số của xã Quảng Long thành xã mới có tên gọi là xã Quảng Hà.
14. Sắp xếp toàn bộ diện tích tự nhiên, quy mô dân số của xã Quảng Sơn, xã Đường Hoa và phần còn lại của xã Quảng Long sau khi sắp xếp thành xã mới có tên gọi là xã Đường Hoa.
15. Sắp xếp toàn bộ diện tích tự nhiên, quy mô dân số của các xã Quảng Thành, Quảng Thịnh và Quảng Đức thành xã mới có tên gọi là xã Quảng Đức.
16. Sắp xếp toàn bộ diện tích tự nhiên, quy mô dân số của xã Đồng Văn và xã Hoành Mô thành xã mới có tên gọi là xã Hoành Mô.
17. Sắp xếp toàn bộ diện tích tự nhiên, quy mô dân số của xã Đồng Tâm và xã Lục Hồn thành xã mới có tên gọi là xã Lục Hồn.
18. Sắp xếp toàn bộ diện tích tự nhiên, quy mô dân số của thị trấn Bình Liêu, xã Húc Động và phần còn lại của xã Vô Ngại sau khi sắp xếp thành xã mới có tên gọi là xã Bình Liêu.
19. Sắp xếp toàn bộ diện tích tự nhiên, quy mô dân số của xã Bắc Sơn và xã Hải Sơn thành xã mới có tên gọi là xã Hải Sơn.
20. Sắp xếp toàn bộ diện tích tự nhiên, quy mô dân số của xã Quảng Nghĩa và xã Hải Tiến thành xã mới có tên gọi là xã Hải Ninh.
21. Sắp xếp toàn bộ diện tích tự nhiên, quy mô dân số của xã Vĩnh Trung và xã Vĩnh Thực thành xã mới có tên gọi là xã Vĩnh Thực.
22. Sắp xếp toàn bộ diện tích tự nhiên, quy mô dân số của phường Bình Dương, xã An Sinh, xã Việt Dân và một phần diện tích tự nhiên, quy mô dân số của phường Đức Chính thành phường mới có tên gọi là phường An Sinh.
23. Sắp xếp toàn bộ diện tích tự nhiên, quy mô dân số của các phường Thủy An, Hưng Đạo, Hồng Phong, xã Nguyễn Huệ và phần còn lại của phường Đức Chính sau khi sắp xếp thành phường mới có tên gọi là phường Đông Triều.
24. Sắp xếp toàn bộ diện tích tự nhiên, quy mô dân số của phường Tràng An, phường Bình Khê và xã Tràng Lương thành phường mới có tên gọi là phường Bình Khê.
25. Sắp xếp toàn bộ diện tích tự nhiên, quy mô dân số của các phường Xuân Sơn, Kim Sơn, Yên Thọ và Mạo Khê thành phường mới có tên gọi là phường Mạo Khê.
26. Sắp xếp toàn bộ diện tích tự nhiên, quy mô dân số của phường Yên Đức, phường Hoàng Quế, xã Hồng Thái Tây và xã Hồng Thái Đông thành phường mới có tên gọi là phường Hoàng Quế.
27. Sắp xếp toàn bộ diện tích tự nhiên, quy mô dân số của phường Phương Đông, phường Phương Nam và xã Thượng Yên Công thành phường mới có tên gọi là phường Yên Tử.
28. Sắp xếp toàn bộ diện tích tự nhiên, quy mô dân số của các phường Bắc Sơn, Nam Khê, Vàng Danh và một phần diện tích tự nhiên, quy mô dân số của phường Trưng Vương thành phường mới có tên gọi là phường Vàng Danh.
29. Sắp xếp toàn bộ diện tích tự nhiên, quy mô dân số của các phường Quang Trung, Thanh Sơn, Yên Thanh và phần còn lại của phường Trưng Vương sau khi sắp xếp thành phường mới có tên gọi là phường Uông Bí.
30. Sắp xếp toàn bộ diện tích tự nhiên, quy mô dân số của phường Minh Thành và phường Đông Mai thành phường mới có tên gọi là phường Đông Mai.
31. Sắp xếp toàn bộ diện tích tự nhiên và quy mô dân số của phường Cộng Hòa, xã Sông Khoai và xã Hiệp Hòa thành phường mới có tên gọi là phường Hiệp Hòa.
32. Sắp xếp toàn bộ diện tích tự nhiên, quy mô dân số của phường Yên Giang, phường Quảng Yên và xã Tiền An thành phường mới có tên gọi là phường Quảng Yên.
33. Sắp xếp toàn bộ diện tích tự nhiên, quy mô dân số của phường Tân An, phường Hà An, xã Hoàng Tân và một phần diện tích tự nhiên của xã Liên Hòa thành phường mới có tên gọi là phường Hà An.
34. Sắp xếp toàn bộ diện tích tự nhiên, quy mô dân số của các phường Nam Hòa, Yên Hải, Phong Cốc và xã Cẩm La thành phường mới có tên gọi là phường Phong Cốc.
35. Sắp xếp toàn bộ diện tích tự nhiên, quy mô dân số của phường Phong Hải, xã Liên Vị, xã Tiền Phong và phần còn lại của xã Liên Hòa sau khi sắp xếp thành phường mới có tên gọi là phường Liên Hòa.
36. Sắp xếp toàn bộ diện tích tự nhiên, quy mô dân số của phường Đại Yên, phường Tuần Châu và một phần diện tích tự nhiên, quy mô dân số của phường Hà Khẩu thành phường mới có tên gọi là phường Tuần Châu.
37. Sắp xếp toàn bộ diện tích tự nhiên, quy mô dân số của phường Giếng Đáy, phường Việt Hưng và phần còn lại của phường Hà Khẩu sau khi sắp xếp thành phường mới có tên gọi là phường Việt Hưng.
38. Sắp xếp toàn bộ diện tích tự nhiên, quy mô dân số của phường Hùng Thắng và phường Bãi Cháy thành phường mới có tên gọi là phường Bãi Cháy.
39. Sắp xếp toàn bộ diện tích tự nhiên, quy mô dân số của phường Hà Phong và phường Hà Tu thành phường mới có tên gọi là phường Hà Tu.
40. Sắp xếp toàn bộ diện tích tự nhiên, quy mô dân số của các phường Cao Thắng, Hà Trung và Hà Lầm thành phường mới có tên gọi là phường Hà Lầm.
41. Sắp xếp toàn bộ diện tích tự nhiên, quy mô dân số của phường Hà Khánh và phường Cao Xanh thành phường mới có tên gọi là phường Cao Xanh.
42. Sắp xếp toàn bộ diện tích tự nhiên, quy mô dân số của các phường Bạch Đằng, Trần Hưng Đạo và Hồng Gai thành phường mới có tên gọi là phường Hồng Gai.
43. Sắp xếp toàn bộ diện tích tự nhiên, quy mô dân số của phường Hồng Hà và phường Hồng Hải thành phường mới có tên gọi là phường Hạ Long.
44. Sắp xếp toàn bộ diện tích tự nhiên, quy mô dân số của phường Hoành Bồ, xã Sơn Dương, xã Lê Lợi và phần còn lại của xã Đồng Lâm sau khi sắp xếp thành phường mới có tên gọi là phường Hoành Bồ.
45. Sắp xếp toàn bộ diện tích tự nhiên, quy mô dân số của phường Mông Dương và xã Dương Huy thành phường mới có tên gọi là phường Mông Dương.
46. Sắp xếp toàn bộ diện tích tự nhiên, quy mô dân số của các phường Cẩm Thạch, Cẩm Thủy và Quang Hanh thành phường mới có tên gọi là phường Quang Hanh.
47. Sắp xếp toàn bộ diện tích tự nhiên, quy mô dân số của các phường Cẩm Trung, Cẩm Thành, Cẩm Bình, Cẩm Tây và Cẩm Đông thành phường mới có tên gọi là phường Cẩm Phả.
48. Sắp xếp toàn bộ diện tích tự nhiên, quy mô dân số của các phường Cẩm Phú, Cẩm Thịnh, Cẩm Sơn và Cửa Ông thành phường mới có tên gọi là phường Cửa Ông.
49. Sắp xếp toàn bộ diện tích tự nhiên, quy mô dân số của các phường Trần Phú, Hải Hòa, Bình Ngọc, Trà Cổ và xã Hải Xuân thành phường mới có tên gọi là phường Móng Cái 1.
50. Sắp xếp toàn bộ diện tích tự nhiên, quy mô dân số của phường Ninh Dương, phường Ka Long và xã Vạn Ninh thành phường mới có tên gọi là phường Móng Cái 2.
51. Sắp xếp toàn bộ diện tích tự nhiên, quy mô dân số của phường Hải Yên và xã Hải Đông thành phường mới có tên gọi là phường Móng Cái 3.
52. Sắp xếp toàn bộ diện tích tự nhiên, quy mô dân số của thị trấn Cái Rồng và các xã Bản Sen, Bình Dân, Đài Xuyên, Đoàn Kết, Đông Xá, Hạ Long, Minh Châu, Ngọc Vừng, Quan Lạn, Thắng Lợi,Vạn Yên thành đặc khu có tên gọi là đặc khu Vân Đồn.
53. Sắp xếp toàn bộ diện tích tự nhiên, quy mô dân số của thị trấn Cô Tô, xã Đồng Tiến và xã Thanh Lânthành đặc khu có tên gọi là đặc khu Cô Tô.
54. Sau khi sắp xếp, tỉnh Quảng Ninh có 54 đơn vị hành chính cấp xã, gồm 22 xã, 30 phường và 02 đặc khu; trong đó có 21 xã, 30 phường, 02 đặc khu hình thành sau sắp xếp và 01 xã không thực hiện sắp xếp là xã Cái Chiên.